# Tresmeer
Tresmeer (Trewasmeur in lingua cornica) è un villaggio e parrocchia civile dell'Inghilterra, appartenente alla contea della Cornovaglia.